# ویلشتر
شهر ویلشتر (به آلمانی: Wilster) در ایالت اشلسویگ-هل‌اشتاین در کشور آلمان واقع شده‌است.